# شعب الكيابو
الكيابو (البرتغالية:Caiapó) هو شعب من الشعوب الأصلية في البرازيل يقطن على جزرالسهل في ولايتي ماتو غروسو وبارا في البرازيل، جنوب حوض الأمازون وعلى طول نهر شينغو وروافده. أدى هذا النمط إلى ظهور لقب قبيلة شينغو. الكيابو يطلقون على أنفسهم اسم المبنغوكري "Mebengokre" وذلك يعني «شعب المنبع». الكيابو أيضاً يسمون الغرباء البوانجوس "Poanjos".